# الدعارة في إندونيسيا
الدعارة في إندونيسيا تعتبر من الناحية القانونية «جريمة ضد الآداب والأخلاق»، على الرغم من أنها تمارس على نطاق واسع في إندونيسيا، وتسامح وحتى في بعض المناطق. بعض النساء لهن دوافع مالية ليصبحن مومسات، في حين أن البعض الآخر قد يجبرهن الأصدقاء أو الأقارب أو الأجانب. تقليديا يتم الالتقاء مع العملاء في أماكن الترفيه أو مجمعات الدعارة الخاصة. ومع ذلك فقد تم مؤخرا استخدام منتديات الإنترنت والفيسبوك لتسهيل العلاقات بين البغايا والعميل. في السنوات الأخيرة أصبحت السياحة الجنسية للأطفال قضية في جزر باتام وبالي.
ظهرت السياحة الجنسية للإناث أيضًا في أواخر القرن العشرين في بالي، حيث يجتمع العاملون في مجال الجنس من الذكور البالية مع النساء اليابانيات، والأوروبيات والأسترالية. يقدر برنامج الأمم المتحدة المشترك المعني بفيروس نقص المناعة البشرية الإيدز وجود 226.791 عاهرة في البلد.

## الأسباب
في إندونيسيا أحد الأسباب الرئيسية لدخول البغية إلى العمل هو كسب المال بسرعة. أفادت صحيفة «جاكرتا بوست» أن البغايا المتميزات في جاكرتا يمكن أن يكسبن 15 مليون روبية إلة 30 مليون روبية (1.755 إلى 3.510 دولار) شهريًا، ويمكنهن تحصيل أكثر من 3 ملايين روبية (350 دولارًا أمريكيًا) لكل جلسة مقابل خدماتهن. أولئك الذين يدخلون الدعارة مقابل المال ينتمون إلى كل من أسر الطبقة المتوسطة والفقيرة.
سبب رئيسي آخر هو البغاء القسري. تعرض الشابات على فرص عمل في المدن الكبرى، ثم يتعرضن للاغتصاب وإجبارهن على ممارسة الدعارة بينما يدفعن المال إلى القوادين. يمكن أيضا بيعها من قبل والديهم. ذكرت منظمة العمل الدولية أن حوالي 70 في المائة من البغايا الإندونيسيات يتم جلبهن إلى التجارة من قبل أسرهن أو أصدقائهن.

## النماذج
توجد الدعارة بأشكال عديدة ويمارسها العديد من الجنسين والأجناس والتوجهات والأعمار المختلفة. بالي على سبيل المثال تشتهر بـ «كوتا كاوبويز»، المشتغلات بالجنس من الذكور الذين يلتمسون السياح الأجانب.
يشمل البغاء توجهات جنسية مختلفة. والأكثر شيوعًا هو بغاء الإناث مغاير الجنس، على الرغم من وجود دعارة للمثليين جنسياً ومغايري الذكور إلى حد أقل. يوجد بغاء الأطفال أيضًا في بعض الجزر السياحية مثل باتام وبالي. تشير التقديرات إلى أن ما بين 40 إلى 70.000 طفل إندونيسي يمارسون الدعارة داخل البلاد.
تعمل البغايا في بعض الأحيان في بيوت الدعارة، مع وجود أكثر من 200 من البغايا. كانت آخر منطقة كبيرة ذات ضوء أحمر تحتوي على العديد من بيوت الدعارة هي غانغ دولي في سورابايا، واحدة من أكبر المناطق في جنوب شرق آسيا، والتي أغلقت في عام 2014. يمكن العثور على البغايا في المراقص وصالونات التدليك وغرف الكاريوكي، ويمكن رؤيتها أيضًا في شوارع معينة. ويمكن أيضًا حجزها عبر الهاتف.
الدعارة عبر الإنترنت شائعة أيضًا. في منتديات الإنترنت يتم تقديم البغايا والمواد الإباحية للأعضاء المسجلين الذين يتمتعون بمكانة جيدة، ويقاسون بنشاطهم في المنتدى. أحد كبار أعضاء المنتدى ينشر «تقريرًا مجانيًا» يقدم وصفًا لتجربة العضو مع عاهرة، يتم توفير معلومات الاتصال عند الطلب عن طريق رسالة خاصة. كما تم الإبلاغ عن حلقات الدعارة على الفيسبوك.

## الوضع القانوني
الدعارة ليست موجهة بشكل محدد في القانون. ومع ذلك فسر العديد من المسؤولين «الجرائم ضد الآداب والأخلاق» بأنها تنطبق على الدعارة. الدعارة منتشرة ومتسامحة إلى حد كبير، على الرغم من تناقضها مع القواعد الاجتماعية والدينية الشعبية تتجلى الدعارة بوضوح في مجمعات بيوت الدعارة في إندونيسيا، والتي توجد في جميع أنحاء البلاد. تدار هذه بيوت الدعارة بموجب لوائح الحكومة المحلية. خلال الغارات التي شنتها الشرطة أو غيرها يمكن للمومسات الدفع وإطلاق سراحهن من الحجز، وقد أدى ذلك إلى غارات الشرطة التي يطلق عليها «لا شيء أكثر من مصدر دخل لضباط النظام العام».
تقدر لجنة حماية الطفل الإندونيسية أن 30 بالمائة من المومسات في إندونيسيا تقل أعمارهن عن 18 عامًا. تقدر منظمة العمل الدولية العدد الإجمالي للبغايا من الأطفال في جاكرتا بـ 5.000، وفقًا لحكومة مدينة جاكرتا يتركز هذا في برمبونج (شمال جاكرتا)، غروغول (غرب جاكرتا)، تاناه أبانغ (وسط جاكرتا)، بلوك م (جنوب جاكرتا)، وكذلك جاتينيجارا وسيراكاس (كلاهما في شرق جاكرتا). تحدث السياحة الجنسية للأطفال خاصة في جزر بالي وباتام.